# Тимелія широкоброва
Тиме́лія широкоброва (Illadopsis cleaveri) — вид горобцеподібних птахів родини Pellorneidae. Мешкає в Західній і Центральній Африці.

## Підвиди
Виділяють п'ять підвидів:
- I. c. johnsoni (Büttikofer, 1889) — Сьєрра-Леоне і Ліберія;
- I. c. cleaveri (Shelley, 1874) — Гана;
- I. c. marchanti Serle, 1956 — Бенін і Нігерія;
- I. c. batesi (Sharpe, 1901) — від південно-східної Нігерії до ЦАР і Республіки Конго;
- I. c. poensis Bannerman, 1934 — острів Біоко.

## Поширення і екологія
Широкоброві тимелії живуть у вологих рівнинних тропічних лісах і в заболочених лісах.